# 고하나조노 천황
고하나조노 천황(일본어: 後花園天皇, 1419년 7월 10일~1471년 1월 18일)은 제102대 일본 천황이었다. 그의 치세는 1428년에서 1464년까지였다. 이 15세기 주권은 14세기 천황 하나조노 천황의 이름을 따라서 지어졌다. 그는 하나조노 2세라 불리기도 하였다. 그가 국화왕좌에 오르기전의 개인 이름은 히코히토 신노였다. 그는 황자 후시미노미야 사다후사 친왕(伏見宮貞成親王)의 장남이었다. 그의 어머니는 사치코(幸子)로 니와다 쓰네아리(庭田経有, 니와다가 13대 당주)의 딸이었다. 그의 아버지는 후시미노미야 황통의 서열이 세 번째로 북조의 스코 유사 천황의 손자였다. 고하나조노를 스코 천황의 증손 이자 그의 전임자 쇼코 천황의 세 번째 조카로 만들었다. 그는 고후시미 천황의 현손이었다. 이것은 천황과 그의 후계자간의 두 번째로 먼 관계였다. 최고 먼 관계는 고코마쓰 천황과 그의 전임자 고카메야마 천황사이의 관계였다. 그는 두 번 제거되었던 네 번째 조카였다.
본래는 왕통을 이을 입장이 아니었으나, 방계로 삼종형제에 해당하는 쇼코 천황이 후사 없이 세상을 떠나 그가 즉위하게 되었다. 선제와는 8친등(親等) 이상 떨어진 방계로써 계승한 것은 쇼토쿠 천황(称徳天皇)의 뒤를 이어 고닌 천황(光仁天皇)이 즉위한 이래 658년만의 일로 앞서 남북조 합일(南北朝合一) 때의 「메이토쿠 화약」 즉 왕위를 양통질립으로 한다는 화친 약조에도 반대되는 것이었으므로 옛 남조 세력의 격렬한 반대를 초래했고 이후 약 60년에 걸친 남조 부흥운동이 일어나는 계기가 된다. 이것이 이른바 「후남조」(後南朝)이다.

## 생애
오에이(応永) 26년(1419년) 6월 18일에 사다나리 친왕의 첫째 아들로 태어났다.
오에이 29년(1422년) 이후로 선대 쇼코 천황은 몇 번이나 위독한 상태에 빠지는 등 병약하여 아들이 없었고, 친동생으로써 다음 왕위 계승자로 여겨지던 오가와노미야(小川宮)도 오에이 32년(1425년)에 요절하는 바람에 그 아버지로써 인세이(院政)를 펴고 있던 고코마쓰 상황은 다급히 후사를 결정할 필요에 쫓기고 있었다.
쇼초(正長) 원년(1428년) 쇼코 천황이 위독한 지경에 처하자 양통질립을 요구하는 후남조 세력이 갑자기 활동할 조짐을 보였고, 무로마치 쇼군으로 취임하게 되어 있던 아시카가 요시노부(足利義宣, 훗날의 아시카가 요시노리)는 후시미 고쇼(伏見御所)에서 히코히토 왕을 보호하며 고코마쓰 상황에게 그를 차기 천황으로 지명할 것을 촉구하였다.
같은 해 7월 20일 쇼코 천황이 끝내 세상을 떠났고 히코히토 왕은 고코마쓰 상황의 유자(猶子)가 되어 친왕선하(親王宣下)도 없이 7월 28일 등극, 에이쿄(永享) 원년(1429년) 12월 27일에 즉위식을 거행하였다.
그의 즉위는 쇼코 천황 이래 스스로 정적(正嫡)이라 칭하며 왕위가 자신들에게로 귀래하기를 염원하던 후시미노미야 가(伏見宮家)에 있어서는 실로 바라던 바였으며 아버지 사다나리 친왕도 이를 두고 「신려」(神慮)라고, 신께서 굽어 살피신 결과라고 기뻐하였다.
즉위한 뒤에도 고코마쓰 상황의 인세이는 계속되었으나 에이쿄 5년(1433년) 10월에 상황이 세상을 떠난 뒤로는 30년여에 걸쳐 친정을 행했다. 이 사이 에이쿄 11년(1439년) 6월에는 칙선 와카집(勅撰和歌集)인  『신쇼쿠고킨와카슈』(新続古今和歌集)가 성립되는데, 이는 일본 역사상 스물한 번째이자 마지막 칙선 와카집에 해당하는 것이다.
치세 동안 일본 각지에서는 쓰지 잇큐(土一揆)라 불리는 민란이 일어났다. 에이쿄의 난(永享の乱, 에이쿄 10년 즉 1438년)이나 가키쓰의 난(嘉吉の乱, 가키쓰 원년 즉 1441년) 등에서는 천황 자신이 이에 대한 진압을 명령하는 치벌윤지(治罰綸旨)를 발급하는 등 정치적 역할을 맡아 일본 조정의 권위를 고양시키고자 하였다. 에이쿄의 난(永享の乱)에서의 치벌윤지 발급은 아시카가 요시미쓰(足利義満) 이래 폐절되어 있던 조적(朝敵) 제도가 60년만에 부활한 것이었다. 이후 일본에서 천황의 정치적 권위는 상승했고 막부가 각지의 크고 작은 반란 진압에 즈음해 천황의 윤지를 요청하는 등 왕권의 부활에도 힘을 쏟아 나갔다.
가키쓰(嘉吉) 3년(1443년) 9월 후남조 세력이 쓰치미카도 다이리(土御門内裏)에 야습을 감행해 불을 질렀다. 고하나조노 천황은 좌대신(左大臣) ・ 고노에 후사쓰구(近衛房嗣)의 사저로 피신하였으나 그만 삼종신기(三種の神器)의 일부를 빼앗겼다. 이를 금궐의 변(禁闕の変)이라 한다. 빼앗긴 신기 가운데 검은 기요미즈데라(清水寺)에서 발견되었으나 신새(神璽) 즉 곡옥(曲玉)은 가져가 버려 찾지 못했다.
분안(文安) 원년(1444년) 2월에 친동생인 후시미노미야 사다쓰네 친왕(伏見宮貞常親王)에게 친왕선하를 행하여 분안 4년(1447년) 11월에 아버지 사다나리 친왕에게 태상천황(太上天皇)의 존호를 바쳤다. 교토쿠(享徳) 4년(1455년) 1월에 고니조 천황(後二条天皇)의 5세 손에 해당하는 기노데라노미야 구니야스 왕(木寺宮邦康王)에게 친왕선하를 행하였다.
조로쿠(長禄) 원년(1457년) 12월 가키쓰의 난(嘉吉の乱)으로 몰락한 아카마쓰 씨(赤松氏)의 옛 가신들이 후남조의 행궁을 습격해 신새를 도로 빼앗아 왔다(조로쿠의 변). 이듬해인 조로쿠 2년(1458년) 8월 신새는 조정으로 반환되어 이로써 삼종신기 모두가 천황의 손에 들어오게 되었다.
간세이(寛正) 2년(1461년) 4월, 다이카쿠지 왕통으로써 가메야마 천황(亀山天皇)의 5세 손에 해당하는 도키와이노미야 마타아키라 왕(常盤井宮全明王)에게 친왕선하를 행하였다. 간세이 3년(1462년) 10월 아들 나리히토 친왕(成仁親王)에게 천황으로써 새겨 둘 내용을 설한 『고하나조노인 고쇼쿠』(後花園院御消息)를 주었다.
간세이 5년(1464년) 7월 19일 나리히토에게 양위하고(고쓰치미카도 천황) 상황이 되었고, 좌대신(左大臣) 관직을 지니고 있던 쇼군 아시카가 요시마사(足利義政)를 인(院)의 집사(執事)로써 인세이를 폈다.
오닌(応仁) 원년(1467년) 교토에서 차기 쇼군을 놓고 벌어진 내란인 오닌의 난(応仁の乱)이 발발한다. 이때 동군(東軍)의 수장 호소카와 가쓰모토(細川勝元)로부터 서군(西軍)에 대한 치벌(治罰)을 명하는 윤지를 발급해 줄 것을 요청받았으나, 상황은 이를 거절했다. 전화를 피해 아들 천황과 함께 무로마치 저택(室町第)으로 옮기고 그 해 9월 20일 상황은 출가, 법명을 엔만치(円満智)라 하였다. 상황의 출가는 앞서 자신이 발급했던 하타케야마 마사나가(畠山政長)에 대한 치벌윤지가 난의 발발에 한 단초가 되었다는 것에 대한 자책의 뜻이었고, 자신의 부덕을 뒤늦게야 깨달았음을 드러내는 것이었다. 이 출가는 쇼군 요시마사의 무책임함과 대비되어 천하 환란의 책임이 군주 자신에게 있음을 자인하고 자성하려는 것으로 세간에 인식되었고 모두 천황을 칭송하였다고 한다.
분메이(文明) 2년(1470년) 12월 27일 고하나조노 법황은 중풍으로 무로마치 저택(室町第)에서 세상을 떠났다. 향년 53세였다. 분메이 3년(1471년) 1월 2일에 다카쓰지 쓰구나가(高辻継長)의 감신(勘申)으로 고분토쿠인(後文徳院)이라는 추호가 붙여졌으나 한풍 시호(文徳天皇)에 「후」 (後)자를 붙여 추호(加後号)하는 것은 그 선례가 없다는 타이코(太閤) ・ 이치조 가네요시(一条兼良)의 의견이 있어 여러 구교들의 의견도 감안한 가운데 2월 19일에 화풍 시호 하나조노인(花園院)의 가후호(加後号)인 고하나조노인(後花園院)이라 고쳐졌다.

## 인물
고하나조노 천황은 아시카가 요시미쓰가 명으로부터 일본국왕으로 책봉됨으로써 촉발된 이른바 '찬탈 미수' 사건 이후 왕권을 회복한 「중흥군주」로써 매우 중요한 인물로 평가된다.
고하나조노 천황은 시가(詩歌), 관현(管弦)에도 능통하였으며 『신속고금집』(新続古今集)에 12수, 『新撰菟玖波集』에 11구가 실려 있는 것 외에도 노래집 『고하나조노인 어제』(後花園院御製)를 남기기도 하였다. 또한 일기 『고하나조인 어기』(後花園院御記)를 남겼다. 투계(闘鶏) ・ 사루가쿠(猿楽) ・ 마쓰하야시(松はやし) 등을 좋아하였으며 또한 학문에도 뛰어났다. 
간세이(寛正) 2년(1461년) 봄 천황이 조로쿠 간세이 기근(長禄・寛正の飢饉) 와중에도 고쇼를 개축하는 등 사치로 나날을 보내는 쇼군 ・ 아시카가 요시마사에게 한시(漢詩)를 써 보내어 지적하였다는 에피소드가 유명하다(『조로쿠 간세이 기』長禄寛正記) 천황은 쇼군 요시마사와는 축국(蹴鞠)을 통해 친교가 있었는데, 천황이 세상을 떠날 때에는 무로마치의 쇼군 저택에 있었을 정도였다. 아시카가 요시마사 ・ 히노 도미코(日野富子) 부부가 천황의 마지막 모습을 지켜 보았으며 요시마사는 전란 와중의 외출에 반대하는 호소카와 가쓰모토(細川勝元)의 반대도 무릅쓰고 천황의 인산부터 49재 법요(法要)까지 모두 참석하였다.

## 가계도
후시미노미야 사다나리 친왕(伏見宮貞成親王, 後崇光院。스코 천황의 손자)의 첫째 아들로 어머니는 니와다 쓰네아리(庭田経有)의 딸 庭田幸子(敷政門院). 천황이 기 전인 正長 원년 7월 17일(1428년 8월 27일)에 고코마쓰 천황(後小松天皇)의 유자가 되었다. 후시미노미야 가는 지묘인 왕통의 적류에 해당한다. 
- 증조부 : 스코 천황(崇光天皇)
- 증조모 : 안사쓰텐지(按察典侍) 니와타(미나모토) 시코(시시) (? ~ 1394)
  - 조부 : 후시미노미야(伏見宮) 요시히토 친왕(榮仁親王, 1351 ~ 1416) - 1대 후시미노미야 당주.
  - 조모 : 요우소우인(陽照院) 오기마치산죠(후지와라) 하루코(지시)(正親町三條(藤原) 治子, ? ~ 1399)
    - 백부 : 후시미노미야(伏見宮) 하루히토왕(治仁王, 1370 ~ 1417) - 2대 후시미노미야 당주.
    - 부친 : 고스코인(後崇光院) 후시미노미야(伏見宮) 사다후사 친왕(貞成 親王, 1372 ~ 1456) - 3대 후시미노미야 당주.
    - 모친 : 시키세이몬인(敷政門院) 니와다 사치코 (庭田 幸子. 1390 ~ 1448)
      - 형제 : 후시미노미야(伏見宮) 사다츠네 친왕(貞常 親王, 1426 ~ 1474) - 4대 후시미노미야 당주.

- 중궁(中宮) : 가라쿠몬인(嘉樂門院) 오미노미카도(후지와라) 노부코(신시) (大炊御門(藤原) 信子, 1411 ~ 1488)
  - 장녀 : 간진 여왕(觀心女王, 1434 ~ 1490)
  - 장남 : 나리히토 친왕(成仁親王) - (고츠치미카도 천황)
- 텐지 : 히노(후지와라) 사토코(교시)(日野(藤原) 鄕子)
  - 황녀 : 신조지노미야(眞乘寺宮, ? ~ 1482)
- 후궁 : 산조(후지와라) 후유코(도시) (三條(藤原) 冬子, 1441 ~ 1489)
- 생모를 알 수 없는 자녀
  - 황녀 : 쇼겐여왕(照嚴女王, ? ~ 1464)

## 같이 보기
- 일본 천황

### 내용주
1. ↑  증조부모의 형제자매의 증손자/녀를 가리켜 삼종형제라고 한다.
2. ↑  북조(北朝)의 조상으로 지묘인 왕통의 정통 적자였던 고곤 법황(光厳法皇)은 남조에 납치되어 스코 천황(崇光天皇)의 황태제 나오히토 친왕(直仁親王)의 출가와 수반하여 다시금 스코 천황을 지묘인 왕통의 정통 적자로 정하였으나, 세 상황 및 나오히토 친왕이 유폐된 중에 갑자기 즉위하게 되어 정당성이 결여되어 있었던 동생 고코곤 천황(後光厳天皇)이 스코의 요구도 돌아보지 않고 아들 고엔유 천황(後円融天皇)에게 왕위를 잇게 하였고, 이후 스코 상황의 자손인 후시미노미야 가는 영락하는 지경에 이르렀기 때문이다.
3. ↑  그 시문은 다음과 같다. "쇠잔한 백성들은 다투어 수양산 고사리를 캐고(残民争採首陽薇)/가는 곳마다 쌀독 문은 잠겨 있구나(処々閉廬鎖竹扉)/시 짓는 것조차 괴로운 봄 2월인데(詩興吟酸春二月)/성안에 가득한 꽃과 나무는 누구를 위해 활짝 피었더냐(満城紅緑為誰肥)"[2]

### 참조주
1. 1 2 3 4 5 6  「後花園天皇」『朝日日本歴史人物事典』
2. ↑  原文出典 国文学研究資料館
3. ↑  石原比位呂「義政期の将軍家と天皇家」『室町時代の将軍家と天皇家』（勉誠出版、2015年） ISBN 978-4-585-22129-6